# Concerto per due pianoforti e orchestra n. 10 (Mozart)
Il concerto per due pianoforti e orchestra in Mi bemolle maggiore K 365 (K6 316a) (Konzert in Es für zwei Klavier) fu composto da Wolfgang Amadeus Mozart a Salisburgo nei mesi di gennaio-marzo 1779.

## Storia
Il concerto fu scritto da Mozart dopo il rientro a Salisburgo dal viaggio che aveva effettuato, tra il  1777 e il 1778, ad Augusta, Mannheim e Parigi in cerca di un'affermazione lavorativa e probabilmente lo compose per eseguirlo egli stesso con la sorella Nannerl. Il carattere intimistico e felice di questo concerto, così come il gioco tra di due strumenti solisti, forniscono un'ulteriore conferma alla sua destinazione familiare. Mozart aveva un bellissimo rapporto con la sorella, anche da un punto di vista artistico; i due suonavano insieme senza avere mai divergenze, variavano spesso l'uno l'esposizione dell'altro e discutevano sempre amabilmente.  Il Concerto K 365 è ritenuto il più bel concerto per due pianoforti e orchestra, oltre a quelli di J.S. Bach e di C.P.E. Bach che in realtà erano stati pensati per due clavicembali.
L'organico in origine era ridotto, limitandosi a due oboi, due fagotti e due corni (oltre agli archi). Dopo la prima esecuzione l'autore vi aggiunse anche due clarinetti, due trombe e timpani, introducendo sonorità nuove. Questo concerto venne concepito, infatti, in un periodo in cui Mozart prestava molta attenzione alle problematiche e alle particolarità che potevano scaturire dal confronto di due strumenti solisti con l'orchestra. Nascono, infatti, in questo periodo: il concerto per flauto e arpa K 299 (aprile 1778); il Concerto per violino e pianoforte (incompiuto) e la Sinfonia concertante per violino, viola e orchestra K 364 (estate 1779).
Con quest'opera si conclude una sorta di ciclo formato dai sei concerti composti a Salisburgo, che mette in evidenza il percorso di maturazione compositiva del giovane Mozart.
La prima esecuzione avvenne il 23 novembre 1781 a Vienna durante un concerto privato in casa Auernhammer con, ai pianoforti, Mozart e Josepha von Auernhammer, allieva del musicista; il concerto venne riproposto il 26 maggio 1782 sempre a Vienna all'Augarten Theater.

## Struttura e analisi
1. Allegro (Mi bemolle maggiore)
2. Andante (Si bemolle maggiore)
3. Rondò. Allegro (Mi bemolle maggiore)

Il concerto per due pianoforti non ha caratteristiche sinfoniche, ma contrappone direttamente i solisti, con un leggero sostegno da parte dell'orchestra. È evidente nel K 365, inoltre, come la scrittura pianistica di Mozart si sia evoluta: le difficoltà tecniche maggiori si denotano nell'impiego di ottave (anche in velocità) e di seste.
Il primo movimento, Allegro, si apre con un breve inizio di stampo militaresco che preannuncia l'entrata dei solisti; i due pianoforti si presentano all'unisono, con un trillo, e riprendono subito il tema orchestrale, quindi espongono un nuovo soggetto (che non si ripeterà poi negli altri tempi), attraverso il primo pianoforte, subito seguito dal secondo. In questo movimento, l'orchestra è presente solo nelle parti introduttive e di collegamento, non emergendo, quasi relegata a un ruolo di coordinamento tra i solisti; i due pianoforti tengono desta l'attenzione dell'ascoltatore con un atteggiamento quasi teatrale fatto di continue proposte di nuovi motivi e nuove idee musicali. Il movimento è caratterizzato infatti dall'esposizione di una notevolissima quantità di idee tematiche e di novità tecniche.
Il secondo movimento, Andante, in Si bemolle maggiore, ha un carattere un po' più malinconico pur continuando l'espressione serena del primo tempo. In un primo momento i due solisti intessono un dialogo anche con altri strumenti dell'orchestra, quindi una modulazione in Do minore apporta alla musica un'accentuazione del carattere malinconico che si stempera poi con il continuo dialogo pacato e intimo dei solisti. Il movimento è caratterizzato da una ricchezza tematica non comune agli altri concerti di Mozart.
È solo nel terzo movimento che l'orchestra riprende il suo ruolo primario: infatti, si esprime al meglio nel rondo finale con un carattere sinfonico; il movimento si sviluppa attraverso un motivo tematico che permea l'intero concerto e che ricorda, nel suo carattere gioioso, un tipico motivo popolare austriaco. Un rapido ritorno della tonalità di Do minore riporta un velo di malinconia che porta al congedo finale del Concerto.

## Organico
Due pianoforti (soli); orchestra composta da: due oboi, due fagotti, due corni, due clarinetti, due trombe, timpani, archi: violini I e II, viole, violoncelli, contrabbassi. I clarinetti, le trombe e i timpani non erano presenti nella prima stesura del lavoro; Mozart li aggiunse in occasione delle successive esecuzioni viennesi.